# Stannin
Stannin – minerał z gromady siarczków. Nazwa pochodzi od składu chemicznego: łac. stannum – cyna. Kryształy mają pokrój czworościanów oraz zbliżonych do sześcianów postaci. Najczęściej jednak występuje w zbitych i drobnokrystalicznych agregatach. Struktura stanninu podobna jest do struktury chalkopirytu, gdzie pozycje Fe i Cu obsadzają miedź, żelazo i cyna Sn. Rozpoznać go można łatwo w polerowanych zgładach gdzie bardzo często wykrusza się pozostawiając trójkątne wykruszenia. Trawiony kwasem azotowym wydziela SnO2 (kasyteryt w postaci osadu) oraz siarkę jako niebieskawy roztwór.

## Rozpoznawanie w świetle odbitym
- bezbarwny z odcieniem zielonkawym, różowym lub oliwkowoszarym
- Refleksyjność w przedziale 26-27,3%
- ΔR – słabe dwójodbicie
- wyraźny efekt anizotropii

## Skład chemiczny
Teoretycznie zawiera 29,58% Cu, 27,61% Sn i 12,91% Fe. Ponadto często zawiera domieszki Zn, Sb oraz Ag.

## Geneza
Minerał ten powstaje w wyniku procesów hydrotermalnych. Bardzo częsty składnik żył kruszconośnych wysokich i średnich temperatur. Zdarza się także w pegmatytach.

## Minerały współwystępujące
Chalkopiryt, sfaleryt, kasyteryt, tetraedryt, piryt, pirotyn, wolframit, arsenopiryt.

## Występowanie
- W Polsce: w Radzimowicach niedaleko Wojcieszowa w złożu Stara Góra oraz w Górach Kaczawskich.
- Na świecie: USA (Dakota Południowa, Alaska); Boliwia (Oruro, Llallagua, Uncía i in.); na Tasmanii; Zabajkale (Rosja); złoża Cinovec w Czechach; w Niemczech – rejony Freibergu, Zinnwald oraz w Wielkiej Brytanii w żyłach cynonośnych Wheal Rock.